# Raquel Vázquez Ramil
Raquel Vázquez Ramil (La Coruña, 30 de diciembre de 1960) es una traductora y profesora española especializada en Historia Contemporánea e historia de género.

## Trayectoria
Se licenció en Geografía e Historia en 1983 por la Universidad de Santiago de Compostela, con premio extraordinario. Obtuvo una beca del  Instituto de la Mujer de Madrid para la realización de tesis doctorales (1988) y se doctoró cum laude en 1989 en la misma universidad, con la tesis La institución libre de enseñanza y la educación de la mujer en España: la Residencia de Señoritas, 1915-1936.
También fue becada por la Fundación José Ortega y Gasset de Madrid entre 1983 y 1985, donde colaboró en la catalogación del archivo de la Residencia de Señoritas.
En 2006 obtuvo el título de especialista universitaria en Traducción Inglés-Español en la UNED y entre 2003 y 2012 fue traductora de autores como Neil Gaiman, G.K. Chesterton o C. Isherwood and W.H Auden. Trabajó, asimismo, como técnico superior de archivo en el Archivo Municipal de La Coruña en la década de 1990.
Desde 2011 a 2017 fue tutora de distintas asignaturas relacionadas con la Geografía, la Historia del Arte y la Historia del Mundo Contemporáneo en el centro asociado de la UNED de La Coruña (Aula de Ferrol), y desde 2012 a 2017 ejerció como  profesora titular de escuela universitaria de Geografía,  Innovación e Investigación didáctica y Ciencias Sociales en la Escuela Universitaria de Magisterio CEU-Universidad de Vigo.
En septiembre de 2017 inició la docencia de Didáctica de las Ciencias Sociales en la Facultad de Educación de Soria, Universidad de Valladolid. En la actualidad da clases en la Facultad de Educación de Palencia. 
Sus áreas de interés comprenden la Historia de la Educación, Historia Contemporánea, Educación de la Mujer e Historia de las Mujeres.

## Obra y conferencias
Raquel Vázquez, a partir de su tesis doctoral, La institución libre de enseñanza y la educación de la mujer en España: la Residencia de Señoritas,1915-1936, y como experta en la temática, escribió y publicó en 2012, el ensayo titulado Mujeres y educación en la España contemporánea. La Institución Libre de Enseñanza y la Residencia de Señoritas. Esta obra fue considerada como uno de los trabajos más minuciosos de los existentes sobre las instituciones educativas que cambiaron la educación de las mujeres a principios del siglo XX en España. En palabras de la autora «El acceso de la mujer española a la enseñanza secundaria y superior fue lento, tardío y se vio acompañado por oleadas de debates acerca de la posibilidad o capacidad femenina para ciertas actividades».Gracias a su colaboración en la catalogación del archivo de la Residencia de Señoritas, en uno de los anexos de la obra incorporó el listado de las jóvenes que se formaron en la institución durante su funcionamiento, entre 1915 y 1936.
Muchas de sus obras son en colaboración con Ángel Serafín Porto Ucha, Profesor ad honorem de la Universidad de Santiago de Compostela. En A Casa del Maestro de Pontevedra (1934-1936). Organización societaria y depuración del Magisterio publicado en 2020, analizaron y documentaron los objetivos y la creación de la Casa del maestro, su apoyo a la acción profesional y sus actuaciones como asociación relacionadas con las actividades culturales y lúdicas. También se incluyó la historia de su desmantelamiento tras el levantamiento militar de 1936 y la represión que sufrieron algunos docentes vinculados a la Casa del Maestro y a los Trabajadores de la Enseñanza.
Ha participado como ponente en numerosos congresos y reuniones de Historia de la Educación, Historia Contemporánea e Historia de las mujeres, y ha publicado numerosos artículos, como: Temas transversales, ciudadanía y educación en valores: de la LOGSE (1990) a la LOMLOE (2020). Innovación Educativa, (30), 113-125

## Publicaciones
- La Institución Libre de Enseñanza y la educación de la mujer en España: La Residencia de Señoritas (1915-1936) (2001). Betanzos: Lugami.

- Mujeres y educación en la España contemporánea. La Institución Libre de Enseña (2012). Madrid: Akal.[16]
- La mujer en la II República (2014). Madrid: Akal.
- María de Maeztu. Una antología de textos (2015), Madrid: Dykinson, en coautoría con Ángel Serafín Porto Ucha
- A forxa da memoria. Historia de vida de Sara Soto (2015), en coautoría con Ángel Serafín Porto Ucha
- "La Residencia de Señoritas de Madrid durante la II República, entre la alta cultura y el brillo social", en la revista Espacio, Tiempo y Educación, vol. 2, nº 1, 323-346 (2015)
- En el Centenario del Instituto-Escuela. Obra educativa de los institucionistas (2019), Soria: Ceasga Publishing, en coautoria con Ángel Serafín Porto Ucha.

- O Instituto de Ciencias da Educación (ICE) da Universidade de Santiago de Compostela. Nacemento e evolución (1969-2019) (2020), Santiago de Compostela: Servicio de Publicaciones de la Universidad de Santiago de Compostela.
- A Casa del Maestro de Pontevedra (1934-1936). Organización societaria y depuración del Magisterio. Luis Tilve Fundación (2020) en coautoría con Ángel Serafín Porto Ucha
- Modelos de formación del profesorado de primera y segunda enseñanza. Doscientos años de experimentación en España (2022), Soria: Ceasga Publishing, en coautoría con Ángel Serafín Porto Ucha.